# Peter Frödin
Peter Frödin (født 7. januar 1964 på Christianshavn) er dansk skuespiller, komiker og sanger.

## Karriere
Karrieren som autodidakt skuespiller begyndte i 1984 på Merkurteatret. Senere spillede han sammen med Paprika Steen, Hella Joof og Martin Brygmann på Cafe Teatret, hvilket blev starten på mange års samarbejde i komediegrupperne Lex & Klatten og Det brune punktum. Sidstnævnte er stadig aktiv.
Sammen med Hella Joof lavede han børneprogrammet Bullerfnis (1990-1992).
Han har haft roller i en række danske film bl.a. Hannibal & Jerry, Motello, Mirakel, Grev Axel, Jul I Valhal og En kort en lang. 
Han er desuden bredt kendt for sin medvirken i tv-reklamer for Tuborg.
Musikken fra Lex & Klatten og Det brune Punktum samt soundtracket fra filmen "En kort en lang" har givet Peter Frödin flere store radiohits. Sangen "Vent på mig", som Peter Frödin sang sammen med Jimmy Jørgensen til "En kort en lang", var således den mest spillede sang i dansk radio i perioden 1995-2010.[kilde mangler] I tv-showet "Her er dit liv" på DR1 betegnede vært Jarl Friis Mikkelsen Peter Frödin som: "en af Danmarks bedste sangere".
Peter Frödin har desuden indlæst en række børnebøger af bl.a. Ole Lund Kirkegaard og Kim Fupz Aakeson
Han medvirkede i DR Ultras sit-com "Backstage" i 2015 som Doktor Munch.
I 2015 medvirkede Peter Frödin som en af de fire dommere i Danmark har talent sammen med Jarl Friis Mikkelsen, TopGunn og Cecilie Lassen.
I 2019 sprang Peter Frödin ud som schlagersangeren Franzi25 som et marketingsstunt fra spiludbyderen Rød25. Dette har medført et par virale hit-sange på Youtube, herunder "Franzi auf dem Himmelberg" og "Nein, nein, nein" som er en parodi på den østrigske sanger Hansi Hinterseer.
I 2021 var han en af de fire detektiver i tv-konkurrencen Hvem holder masken? på TV 2.

## Filmografi

### Film
- Hannibal & Jerry (1997)
- Motello (1998)
- Mirakel (2000)
- Grev Axel (2001)
- En kort en lang (2001)
- Pip og papegøje (2005)
- Der var engang en dreng, der fik en lillesøster med vinger (2006)
- Guldhornene (2007)
- Hodja fra Pjort (2017)
- Kaptajn Bimse og Goggeletten (2018)
- Kaptajn Bimse (2019)

### Tv
- Bullerfnis (1990-1992)
- Far, mor og Blyp (1996-1997)
- Blyppernes første år (1999)
- Jul i Valhal (2005) - Hejmdal
- Backstage (2015-2016)
- Laban: en juletragedie (2017)
- Julefeber 2020 - Balletmester